# Bajo las riendas del amor
Bajo las riendas del amor uma telenovela mexicana produzida pela Televisa em parceria com a Fonovideo e exibida entre 12 de março e 5 de outubro de 2007, substituindo Las dos caras de Ana e sendo substituída por Al diablo con los guapos.
É um remake da trama Cuando llega el amor, de 1989 e foi toda ambientada na cidade de Miami, nos Estados Unidos, sendo protagonizada por Adriana Fonseca e Gabriel Soto e antagonizada por Adamari López, Julieta Rosen e Víctor González.

## Sinopse
Montserrat está segura de que seu costume de espiar ao atrativo vizinho do lado, Juan José, que tem fama de mulherengo, é mera curiosidade porque que quer seu noivo Víctor. No entanto, pouco depois ela termina com Víctor quando o surpreende na cama com sua prima, a invejosa Ingrid.
Montserrat se encontra com Juan José na universidade e descobre que ele é o novo professor de fotografia. Para fazer ciúmes em Víctor, Montserrat beija apaixonadamente Juan José e ele não sabe como reagir. Toda a universidade fica sabendo do beijo, e Juan José, muito divertido, aceita ajudar Montserrat para salvar seu prestigio fingindo que são namorados. Mesmo sendo uma farsa, nenhum dos dois consegue esquecer o beijo.
Totalmente alheia aos romances e as intrigas da universidade, a nova aluna, Maripaz, suporta as provocações das alunas "populares". Maripaz é a neta de Don Lupe, o conselheiro da universidade, e está decidida a aproveitar sua bolsa e estudar muito para ter um futuro melhor. Maripaz se apaixona a primeira vista por Daniel, o irmão de Montserrat. Quando Daniel a convida para sair, ela não suspeita que ele a está usando para fazer ciúmes a garota que na realidade ele gosta, a bela mas superficial Verónica.
Montserrat pertence a equipe de equitação da universidade. Um terrível acidente durante uma competição (provocado por Ingrid), confina Montserrat a uma cadeira de rodas, e é então quando Juan José, com seu apoio e ajuda no largo processo de recuperação, lhe demostrará seu amor. Daniel irá descobrir que é Maripaz quem ele ama realmente, mas a feriu demasiado e não será fácil convencê-la de sua sinceridade.
As intrigas de Ingrid e Verónica, e outras sombras de tormenta, ameaçam destruir o amor destes dois casais, e mesmo lutando para encontrar juntos a felicidade, terão que aprender que o futuro é incerto, já que tudo se encontra nas mãos do destino.
Ingrid planeja fazer jogar no rosto de Montserrat produtos químicos muito perigosos para que fique deformada. Logo após beber vários copos de vinho, Ingrid fica bêbada, e tenta levar sua mistura de produtos químicos, dentro da garrafa de vinho vazia, ela se descuida e deixa cair em seu rosto causado sérias queimaduras.
Juan José se lamenta por ter perdido Montserrat, sem saber que ela pensa que ele a enganava. Montserrat descobre que Juan José nunca lhe enganou e que Juanito é filho de Víctor. Montserrat decide buscar Juan José, ela acaba dizendo que o ama e eles se reconciliam.
Vários meses depois, quando tudo parecia que havia voltado a normalidade, Ingrid que está disfarçada, e com uma máscara, engana Juanito dizendo que é uma fada. Juanito pede a Montserrat para que conheça a fada, Montserrat pede a Juanito que a deixe sozinha com a suposta fada, já que se deu conta que é Ingrid e não quer que ele se machuque.
Ingrid tira a máscara e Montserrat fica chocada ao ver seu rosto desfigurado, Ingrid tem um vidro com os mesmo produtos químicos, que já tenha previamente preparado, e diz a Montserrat que ela gostaria que fossem idênticas, Montserrat foge. Montserrat corre pelas escadas e Ingrid vai atrás dela, Juan José vê e as segue. Ao chegar perto do telhado, Ingrid tenta matar Montserrat com um punhal, mas Montserrat trata de se defender. Na luta, Ingrid cai sobre uma forquilha e morre, terminado assim sua vida de ódios e futilidades. Rosa sofre ao saber que Ingrid morreu. Finalmente Juan José e Montserrat puderam ser felizes sem ameaças, e desfrutar seu amor.

## Elenco
- Adriana Fonseca - Montserrat Linares
- Gabriel Soto - Juán José Álvarez
- Adamari López - Ingrid Linares
- Víctor Cámara - Antonio Linares
- Toño Mauri - Bruno Guzmán
- Roberto Palazuelos - Cristian del Valle
- Ariel López Padilla - Joaquin Corcuera
- Julieta Rosen - Eloísa de Corcuera
- Ximena Herrera - Maripaz García
- Víctor González - Victor Corcuera
- Elluz Peraza - Victoria Román de Linares
- Pablo Azar - Daniel Linares
- Geraldine Bazán - Veronica Osorio
- Alma Delfina - Rosa Nieto
- Héctor Sáez - Don Lupe García
- Abraham Ramos - Sebastián Corcuera
- Rossana San Juan - Claudia García
- Eduardo Rodríguez - Enrique Fernández
- Alberto Salaberry - Checo
- Rolando Trajano - Gonzalo
- Norma Zúñiga - Amelia
- Alejandro Speitzer - Antonio "Tonito" Linares
- Evelyn Santos - Norma
- Carla Rodríguez - Yolanda Álvarez
- Paloma Márquez - Pili
- Vannya Valencia - Ximena
- Melvin Cabrera - Paco
- Jonathan Caballero - Benny
- Elías Campos - El Pelos
- Katty Serrano - Wendy
- Raúl Izaguirre - Professor Urrutia
- Rosina Grosso - Carola
- Darel - Juanito

## Audiência
A trama estreou com 11.4 pontos, índice considero baixo para o horário. Ao longo dos capítulos, a audiência oscilava entre 12 e 8 pontos, chegando a marcar apenas 07.1, no dia 10 de maio. No seu último capítulo 13.7 pontos, e acabou com média geral de 10.1 pontos, um fracasso para o horário.

## Prêmios e Indicações

### Prêmios TvyNovelas 2008
| Categoria                | Pessoa        | Resultado |
| ------------------------ | ------------- | --------- |
| Melhor atriz antagonista | Adamari López | Nomeada   |
| Melhor primeiro ator     | Héctor Sáez   | Nomeado   |